# Биюк-Узень (приток Качи)
Бию́к-Узе́нь (укр. Біюк-Узень, крымскотат. Büyük Özen, Буюк Озен) — маловодная река (балка) в Бахчисарайском районе Крыма, левая составляющая Качи. Длина водотока — 6,0 км, площадь водосборного бассейна — 18,0 км². Высота истока (иногда называемого родник Биюк-Узень) современными методами определяется в 991 м над уровнем моря В сборнике «Крымское государственное заповедно-охотничье хозяйство им. В. В. Куйбышева» 1963 года у Биюк-Узеня записаны длина реки 6,7 км, высота истока 1040 м, устья — 619 м, уклон реки 63 м/км².

## География
Исток Биюк-Узеня находится на северном склоне Бабуган-яйлы у подножия горы Роман-Кош, у обочины Романовского шоссе, на территории Крымского заповедника. Ущелье реки проложено в отложениях верхне-юрского периода, в северо-западном направлении, у реки 1 безымянный приток, длиной менее 5 километров.
Со времён Николая Васильевича Рухлова считается, что Кача образуется слиянием рек Биюк-Узень (с вариантом названия Мачин) и Писара. Так же описано у А. Н. Олиферова в труде «Реки и Озёра Крыма». Сложнее ситуация в справочнике «Поверхностные водные объекты Крыма»: там Биюк-Узень и Писара левые притоки Качи и оба впадают в 64,0 км от устья. На современных картах отображается ситуация, что Качу образуют Биюк-Узень слева и Мачин справа, на высоте 567 м, а Писара впадает гораздо ниже. Водоохранная зона реки установлена в 50 м.